# آنانامبائو آمباری
آنانامبائو آمباری (به لاتین: Ananambao Ambary) یک منطقهٔ مسکونی در ماداگاسکار است که در واکینانکاراترا واقع شده‌است. آنانامبائو آمباری ۲۰٬۱۳۰ نفر جمعیت دارد.